# Yosuke Kawai
Yosuke Kawai (河井 陽介, Kawai Yosuke) est un footballeur japonais né le 4 août 1989. Il évolue au poste de milieu de terrain.

## Biographie
Yosuke Kawai participe avec le Japon aux Jeux de l'Asie de l'Est 2009. Il y obtient la médaille d'argent.
Yosuke Kawai commence sa carrière professionnelle au Shimizu S-Pulse. Pour sa première saison en championnat, il dispute 32 matchs en J-League 1. Il atteint en parallèle la finale de la Coupe de la Ligue japonaise.

## Palmarès
- Finaliste de la Coupe de la Ligue japonaise en 2012 avec le Shimizu S-Pulse